# Copa Panamericana Bajo Techo de Hockey masculino de 2008
La IV Copa Panamericana Bajo Techo de Hockey masculino de 2008 se celebró en San Juan, Argentina entre el 19 y el 23 de noviembre de 2008. 
Estados Unidos logró su primer título al ganarle a Argentina en la final 6-1. La medalla de bronce fue para Perú que le ganó a Uruguay en el partido por el tercer puesto 2-1

## Primera Fase

### Grupo Único
– Clasificados a las semifinales.
     - Juegan el partido por el 5 puesto.
| Equipo         | J | G | E | P | GF | GC | DG  | PTS |
| -------------- | - | - | - | - | -- | -- | --- | --- |
| Argentina      | 5 | 5 | 0 | 0 | 40 | 7  | +33 | 15  |
| Estados Unidos | 5 | 4 | 0 | 1 | 49 | 10 | +39 | 12  |
| Uruguay        | 5 | 3 | 0 | 2 | 28 | 16 | +12 | 9   |
| Perú           | 5 | 2 | 0 | 3 | 15 | 25 | -10 | 6   |
| Paraguay       | 5 | 1 | 0 | 4 | 13 | 49 | -36 | 3   |
| México         | 5 | 0 | 0 | 5 | 7  | 45 | -38 | 0   |

- Resultados

| Fecha | Hora¹ | Partido        | Partido | Partido        | Resultado |
| ----- | ----- | -------------- | ------- | -------------- | --------- |
| 19.11 | 18:00 | Estados Unidos | -       | Perú           | 6-2       |
| 19.11 | 19:00 | México         | -       | Uruguay        | 2-8       |
| 19.11 | 21:30 | Argentina      | -       | Paraguay       | 17-2      |
| 20.11 | 12:00 | Paraguay       | -       | Uruguay        | 2-8       |
| 20.11 | 13:00 | Perú           | -       | Argentina      | 1-5       |
| 20.11 | 14:00 | México         | -       | Estados Unidos | 1-18      |
| 20.11 | 18:00 | Uruguay        | -       | Perú           | 8-1       |
| 20.11 | 19:00 | Paraguay       | -       | México         | 4-3       |
| 20.11 | 21:00 | Estados Unidos | -       | Argentina      | 3-4       |
| 21.11 | 12:00 | Uruguay        | -       | Estados Unidos | 3-7       |
| 20.11 | 13:00 | Perú           | -       | Paraguay       | 6-5       |
| 20.11 | 14:00 | Argentina      | -       | México         | 10-0      |
| 20.11 | 17:00 | México         | -       | Perú           | 1-5       |
| 20.11 | 18:00 | Estados Unidos | -       | Paraguay       | 15-0      |
| 20.11 | 20:00 | Uruguay        | -       | Argentina      | 1-4       |

### Quinto Puesto
| Fecha | Hora¹ | Partido  | Partido | Partido | Resultado |
| ----- | ----- | -------- | ------- | ------- | --------- |
| 22.11 | 20:00 | Paraguay | -       | México  | 8-1       |

## Segunda Fase

### Semifinales
| Fecha | Hora¹ | Partido        | Partido | Partido | Resultado |
| ----- | ----- | -------------- | ------- | ------- | --------- |
| 22.11 | 16:15 | Estados Unidos | -       | Uruguay | 4-1       |
| 22.11 | 18:45 | Argentina      | -       | Perú    | 6-1       |

### Tercer Puesto
| Fecha | Hora¹ | Partido | Partido | Partido | Resultado |
| ----- | ----- | ------- | ------- | ------- | --------- |
| 23.11 | 11:45 | Uruguay | -       | Perú    | 1-2       |

### Final
| Fecha | Hora¹ | Partido        | Partido | Partido   | Resultado |
| ----- | ----- | -------------- | ------- | --------- | --------- |
| 23.11 | 14:15 | Estados Unidos | -       | Argentina | 6-1       |

| Campeón de la Copa Panamericana Bajo Techo de Hockey 2008 |
| --------------------------------------------------------- |
| Estados Unidos Primer Título                              |

### Clasificación general
1. Estados Unidos
2. Argentina
3. Perú
4. Uruguay
5. Paraguay
6. México

## Enlace Externo
- http://www.panamhockey.org/